# قرار مجلس الأمن التابع للأمم المتحدة رقم 1955
قرار مجلس الأمن التابع للأمم المتحدة رقم 1955، الذي تم تبنيه بالإجماع في 14 ديسمبر 2010، بعد التذكير بالقرارات 955 (1995)، 1165 (1998)، 1329 (2000)، 1411 (2002)، 1431 (2002)، 1717 (2006)، 1824 ( 2008) و1855 (2008) و1878 (2008) و1901 (2009) و1931 (2010) بشأن رواندا، سمح المجلس لثلاثة قضاة بإكمال قضاياهم في المحكمة الجنائية الدولية لرواندا إلى ما بعد فترة خدمتهم، وزيادة عدد القضاة المؤقتين في المحكمة.

## القرار

### أعمال
متصرفًا بموجب الفصل السابع من ميثاق الأمم المتحدة، مدد المجلس فترات عمل القاضيين جوزيف أسوكا دي سيلفا وتغريد حكمت من أجل لإكمال قضية ندينديلييمانا بحلول مارس 2011، وتم تمديد فترة ولاية جوزيف ماسانشي للسماح باستكمال قضية هاتيغيكيمانا بحلول يناير 2011. وأكد من جديد أيضا أهمية توفير عدد كاف من الموظفين في المحكمة لإكمال عملها في أقرب وقت ممكن، ودعا الأمانة العامة وهيئات الأمم المتحدة الأخرى إلى معالجة هذه المسألة.
أخيرًا، تمت زيادة عدد القضاة المخصصين العاملين في المحكمة مؤقتًا من تسعة إلى اثني عشر، مع العودة إلى تسعة كحد أقصى بحلول 31 ديسمبر 2011.